# Scotopteryx infuscata
Scotopteryx infuscata là một loài bướm đêm trong họ Geometridae.